# Тифозна Мері
Мері Меллон (англ. Mary Mallon; 23 вересня 1869 — 11 листопада 1938), також відома як Тифо́зна Мері (англ. Typhoid Mary) — перша людина у в світі, яка визнана хронічним безсимптомним носієм збудників черевного тифу. За час її роботи кухарем від неї заразились мінімум 53 людини, четверо з яких померли. Стала відомою через своє категоричне заперечення наявності носійства та відмови від припинення роботи у харчовій індустрії. Мері двічі примусово була відправлена у карантин державою, другий карантин був пожиттєвим. Припускається, що Мері Меллон народилася з носійством, оскільки її мати хворіла на черевний тиф під час вагітності  .

## Біографія

### Ранні роки
Мері Меллон народилася у 1869 рокові в ірландському графстві Тирон і емігрувала звідти у Сполучені Штати Америки у 1884 році, у віці 15 років. У Штатах вона спочатку проживала зі своїми дядьком та тіткою, але потім почала працювати кухаркою у багатих сім'ях.
За спогадами сучасників, в 1907 році, коли її вже виявили як носія черевного тифу, Меллон була жінкою в самому розквіті сил. Близько 170 см на зріст, вона була блондинкою з яскравими блакитними очима, вольовим обличчям і атлетичною фігурою.

### Кар'єра кухарки
Мері працювала кухаркою в штаті Нью-Йорк з 1900 по 1907 роки, в різні періоди попрацювавши у восьми сім'ях, в семи з яких сталися масові зараження черевним тифом. Під час її двотижневої роботи в місті Мамаронек (англ. Mamaroneck) в 1900 році в місті з'явилися хворі на черевний тиф. Потім Мері переїхала в Мангеттен і в 1901 році у членів сім'ї, на яку вона працювала, з'явилися характерні клінічні прояви, а прачка, яка працювала в тій же сім'ї, померла. Мері перейшла працювати в сім'ю місцевого адвоката, в якій незабаром заразилися сім з восьми членів сім'ї. Мері провела кілька місяців, доглядаючи за хворими, але її допомога лише сприяла подальшому поширенню захворювання. У 1904 році Мері почала працювати в сім'ї адвоката Генрі Джилсі. Її найняли 1 червня, а вже 8-го числа прачка в тому ж домогосподарстві захворіла на черевний тиф. Оскільки слуги жили окремо, ніхто з сім'ї Генрі не захворів, але 4 із 7 слуг, які розділяли спільний дім, злягли з цією хворобою. Лікар Роберт Вілсон, який досліджував спалах хвороби, вирішив, що її переносником була сама прачка, хоча довести свою версію не зміг. Після появи перших хворих Мері переїхала в Таксідо-Парк, де влаштувалась на роботу куховаркою в сім'ю Джорджа Кесслера. Вже через два тижні прачка в родині Кесслерів захворіла на черевний тиф і була доставлена в лікарню Патерсона, де стала першим пацієнтом з такою хворобою за довгий час.
З літа 1906 року Мері почала працювати кухарем на сім'ю багатого нью-йоркського банкіра Чарльза Генрі Воррена. Воррени орендували у Джорджа Томпсона будинок в Лонг-Айленді, і Мері переїхала туди з ними; 27 серпня в однієї з дочок Воррена почалася гарячка, до 3 вересня шестеро з 11 домочадців злягли з черевним тифом. Розуміючи, що репутація розсадника хвороби не дозволить особняку здаватися, власник Джордж Томпсон найняв кілька незалежних експертів, щоб виявити джерело інфекції. Протягом двох тижнів вони досконало дослідили водопровідну і каналізаційну систему будинку, зразки забиралися з усіх зчленувань труб, кранів, насосів, але в жодній з проб води не було виявлено бактерій черевного тифу. Тифозні бактерії вмирають при термічній обробці, але не вся їжа піддається такій, а у Мері однією з найбільш затребуваних авторських страв було персикове морозиво. Після появи перших хворих у сім'ї Воррена, Мері перейшла на нове місце роботи.
З кінця 1906 року Мері Меллон стала працювати в забезпеченій сім'ї Волтера Бовена, яка проживала на Парк-авеню. Вже 23 січня 1907-го на черевний тиф захворіла покоївка Бовенів, а потім — дочка Волтера, яка невдовзі померла. Саме цей випадок дозволив вирахувати Мері як джерела інфекції: сім'я Чарльза Генрі Воррена ще наприкінці 1906 року звернулася до медичного офіцера, дослідника черевного тифу Джорджа Сопера (англ. George Soper). Сопер вирахував Мері по «гарячих слідах», коли померла дочка Бовена. Перша зустріч Сопера з Меллон сталася на кухні особняка Бовена. Детектив сказав, що Мері заражає людей черевним тифом, і запропонував їй здати аналізи, щоб підтвердити діагноз. Наприкінці розмови Мері схопила вилку для обробки м'яса і, погрожуючи, рушила на Сопера, в результаті чого він поспішно зник. Сопер знайшов коханця Мері та домовився з ним, влаштувавши зустріч в їхній кімнаті на Третій Авеню, куди він привів із собою лікаря Реймонда Хублера, в майбутньому — головного лікаря дитячої лікарні в Детройті. Мері була в люті від неочікуваної зустрічі й Сопер знову отримав відмову: Мері говорила, що черевний тиф і так лютує всюди, а сама вона абсолютно здорова, проявів ніколи не мала і не дозволить себе ні в чому звинуватити. Ймовірно, Сопер був недостатньо тактовний: в той час в США про ірландських емігрантів ходили англофобські стереотипи, що вони, як жителі нетрів, є джерелами хвороб. Разом з тим сам факт того, що джерелом хвороби може бути здорова людина, не був відомий, і це вважалося неможливим. Пізніше, в мемуарах і статтях він зверхньо відгукувався про Меллон, припускаючи ремарки про її характер, зовнішність і манери, які не мали відношення до медичної сторони справи, проте і сам визнавав, що провів першу зустріч невдало і не доніс до Мері всю небезпеку її становища та свого бажання допомогти.

### Перший карантин

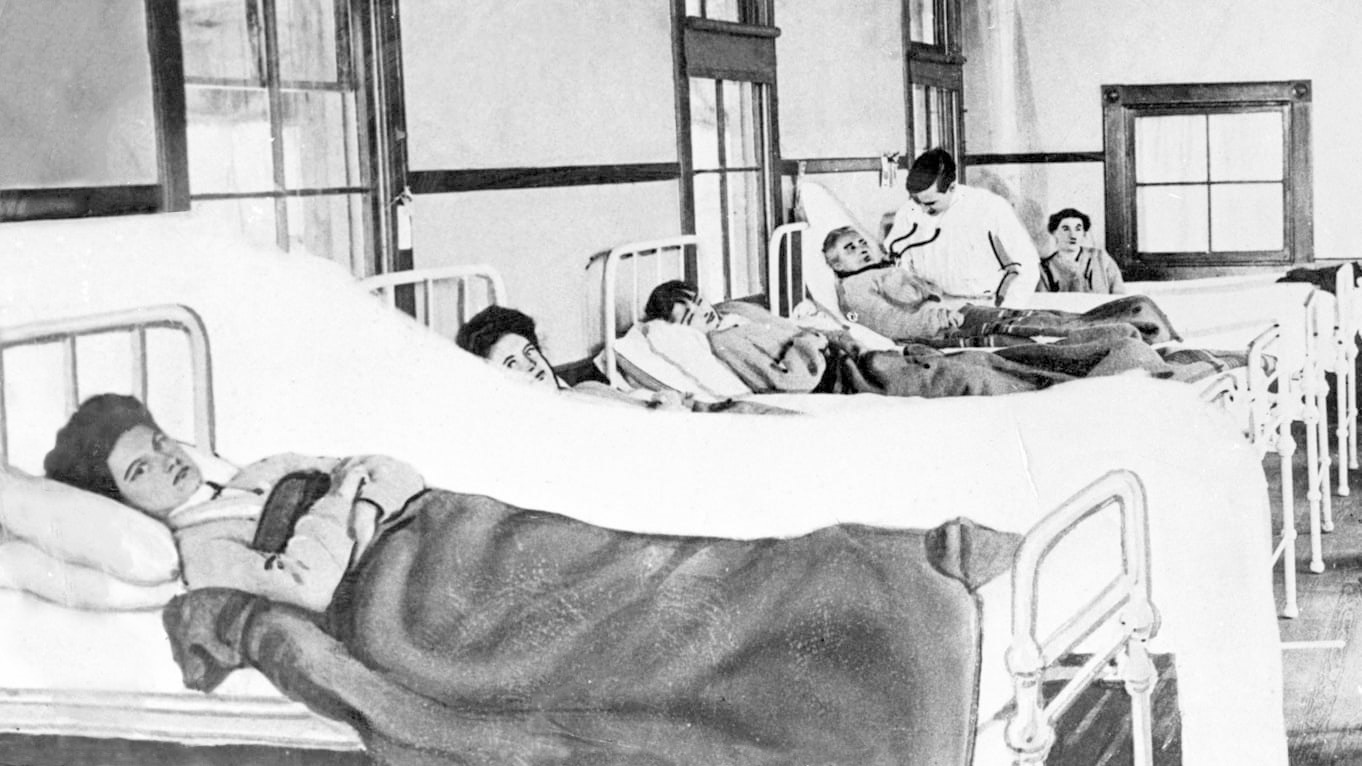
Обурена Мері Меллон (на ліжку у лівому куті фотографії) у шпиталі, під час свого першого карантину

Зазнавши невдачі в переговорах з Мері Меллон, Сопер звернувся в Департамент охорони здоров'я Нью-Йорка, у своїй доповіді він повідомив, що Мері являє собою величезну загрозу для суспільства і є «ходячою колбою для розмноження бацил», при невдалому збігу обставин здатна спричинити епідемію. У департаменті взяли до уваги його слова і відправили розмовляти з Меллон лікаря Сару Жозефіну Бейкер. До того моменту Мері була переконана, що її переслідують, хоча вона не зробила нічого поганого. Вона також зізналася, що не дуже добре дотримувалася гігієни, заявивши, що не розуміє мети миття рук. Через кілька днів Бейкер з поліцією прийшли до Мері на роботу. Побачивши поліціянтів, Мері втекла, пізніше її знайшли в шафі, у якій вона заховалася. Поїздку в кареті швидкої допомоги Бейкер згадувала як «дику», оскільки Мері поводилася «як розлючена кішка в клітці», і в якийсь момент лікарю навіть довелося сісти на пацієнтку.
Поліціянти доправили Меллон в інфекційну лікарню Паркера, де ременями прив'язали до ліжка і взяли зразки крові для аналізів. У походах до вбиральні їй також було відмовлено, за допомогою медичного судна були отримані зразки калу і сечі. Відв'язати пацієнтку дозволили тільки через кілька днів, але постійний забір аналізів тривав ще 4 тижні. Потім їй почали давати експериментальні ліки.
Весь серпень і початок вересня 1907 року в аналізах Меллон не було виявлено бактерій тифу, проте вже 11 вересня вони знову з'явилися, хоча пацієнтка залишалася абсолютно здоровою. Мері було запропоновано видалити жовчний міхур, але вона відмовилася: в ті роки подібна операція була досить ризикованою, від неї нерідко помирали. Посилаючись на розділи 1169 і 1170 законодавства штату, 19 березня 1907 року Мері відправили на трирічний карантин до лікарні, розташованій на острові Норт-Бразер. При цьому, не всі медики вважали карантин обов'язковим, позбавлення волі Меллон вважали занадто суворим заходом, наприклад, бактеріологи Йозеф Мільтон і Чарльз Чепін. Заперечуючи Соперу, який наполягав на ізоляції, Мільтон і Чепін стверджували, що носія інфекції треба лише навчити жити з цим, дотримуючись запобіжних заходів і не створюючи загрози іншим людям.
Мері так і не повірила в те, що поширює черевний тиф. Чималу роль в цьому зіграв той факт, що чверть з узятих 163 аналізів калу (з березня 1907 по червень 1909) були негативними. Через того коханця, в будинку якого її вирахував Сопер, Мері передавала зразки калу в незалежну лабораторію в Нью-Йорку, і в жодному з аналізів не були виявлені бактерії тифу. У листі від 1909 року Мері скаржилася на ставлення до себе як до «піддослідного кролика» і розповідала, що їй виписують суворе експериментальне «лікування»: уротропін тримісячними курсами, що загрожувало відмовою нирок, та гексаметиленімін в дозах, які підвищувалися. Хоча у неї тричі на тиждень брали аналізи, за пів року жодного разу не дозволили відвідати офтальмолога не зважаючи на те, що від нервового зриву при арешті у жінки паралізувало ліву повіку і їй доводилося опускати її руками, а на ніч зав'язувати хусткою.
За період першого карантину Меллон один раз відвідав Сопер і запропонував написати про неї книгу, пообіцявши віддати їй частину авторських відрахувань. Мері категорично відмовилася і закрилася в туалеті, поки він не пішов. Через два роки та 11 місяців її особистий лікар прийшов до висновку, що Мері можна звільнити з-під карантину за умови, що вона ніколи не піде працювати кухарем і вживатиме всіх можливих заходів для запобігання передачі інфекції. Мері прийняла ці умови, давши присягу 19 лютого 1910 року, була звільнена і повернулася на материк.

### Другий карантин

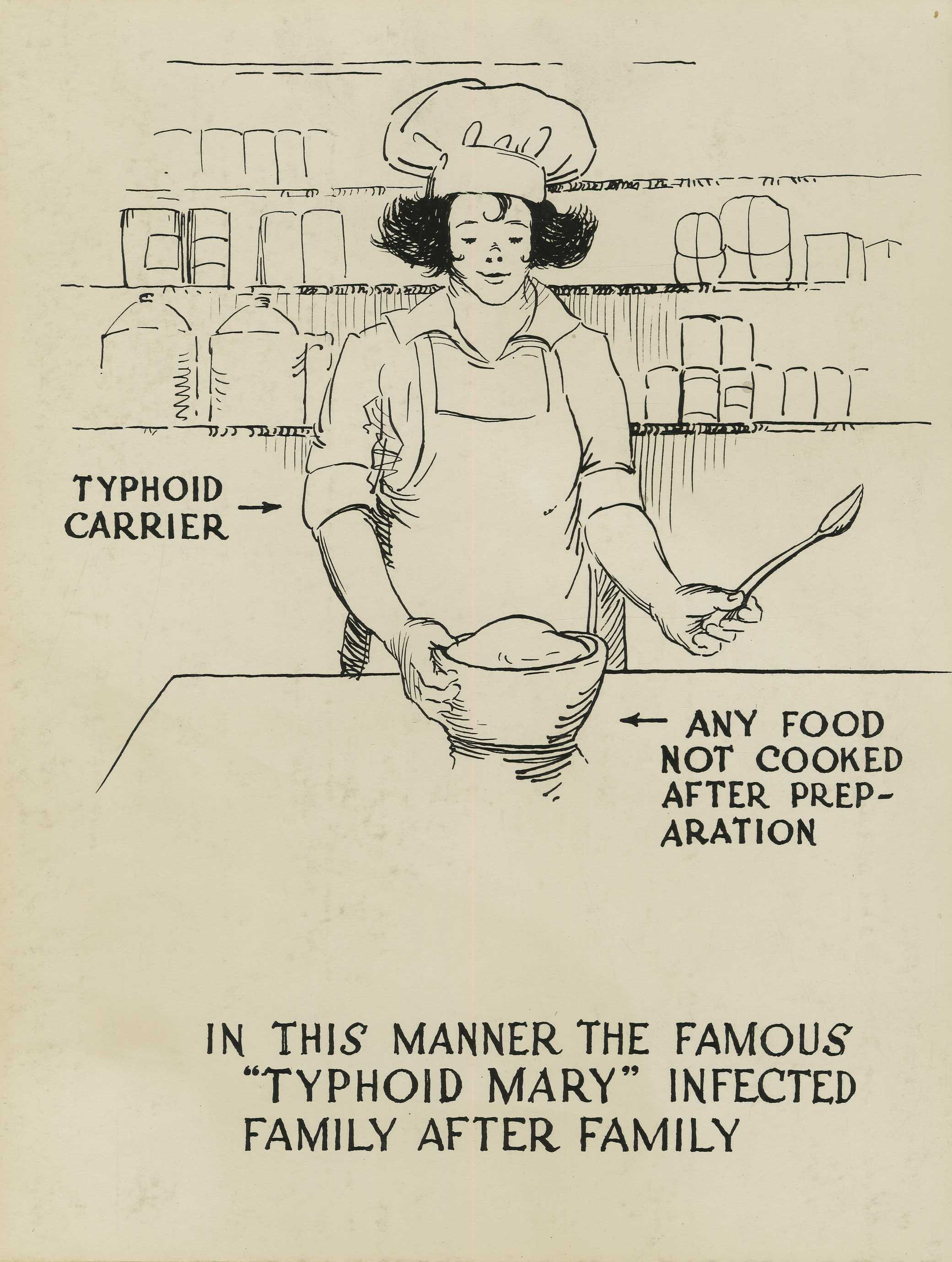
Постер про зараження їжі: «Так Тифозна Мері заражала сім'ю за сім'єю»

Після звільнення з-під першого карантину під прізвищем Бресхоф Мері намагалася працювати прачкою і навіть деякий час керувала невеликим пансіоном. Але ці заробітки були значно нижче, ніж працюючи кухарем. Незабаром Меллон пошкодила руку, рана інфікувалася, хвороба затягнулася і жінка кілька місяців не могла працювати. Не маючи власного житла, Мері відчувала гостру нужду. За деякий час вона під псевдонімом Мері Браун знову стала готувати. Агентства, через які кухарки влаштовувалися на роботу в забезпечені сім'ї, більше не співпрацювали з нею, тому вона перейшла в більш масовий сектор: за п'ять років вона попрацювала на кухні декількох готелів, в ресторані на Бродвеї та навіть в санаторії в Нью Джерсі. Спалахи черевного тифу траплялися, але зв'язати їх з Мері не вдавалося. Виявити Меллон змогли лише в 1915 році, коли вона працювала в жіночій лікарні Слоун. Головний лікар лікарні Едвард Крегін особисто зателефонував і викликав Сопера для допомоги з розслідуванням спалаху черевного тифу — понад 20 осіб захворіли, одна з яких померла. Сопер упізнав Мері за описом працівників лікарні та впізнав її почерк в листах, які йому було надано. Мері заарештували на кухні її друга у Вестчестері, 27 березня 1915 року відправили на довічний карантин на острів Норт-Бротер-Айленд.
Про життя Меллон в період другого карантину відомо небагато. У 1918 році Мері дозволили одноденні поїздки на материк і дали роботу санітарки. У тому ж році влада Нью-Йорка почали надавати виявленим хронічним безсимптомним носіям збудників черевного тифу субсидії та допомогу в працевлаштуванні поза харчовим сектором. У 1925-му в лікарню на Норт-Бротер приїхала проходити інтернатуру лікарка Олександра Плавська. На другому поверсі каплиці вона організувала лабораторію і найняла Мері лаборанткою. Меллон не тільки мила пробірки, а й вела облікові записи, готувала зразки для патологоанатомів.

### Смерть
У 1932 році Мері перенесла інсульт, від якого не змогла оговтатися та залишилася наполовину паралізованою . 11 листопада 1938 року у віці 69 років вона померла від пневмонії. Тіло підалли кремації, прах поховали на цвинтарі Святого Раймонда у Бронксі. На церемонії були присутні тільки 9 осіб. Згідно з деякими джерелами, у тому числі зі статтею Джорджа Сопера, розтин не проводився, а інформація про посмертне підтвердження вогнища сальмонели у жовчному міхурі є лише міською легендою, хоча й відповідає сучасним знанням про цю проблему.

## Етика та легальність
Випадок з Мері Меллон став першим, коли хронічного безсимптомного носія захворювання вирахували та примусово ізолювали від суспільства. Етична та юридична дилема, яка виникла в цьому випадку, досі не має однозначної відповіді. Права і свобода особистості, які є головною цінністю в американській культурі, були порушені заради збереження здоров'я інших людей. Мері двічі заарештовували та протримали в ізоляції 26 років. Медицина на початку XX століття не була здатною запропонувати Мері стовідсоткового правильного рішення ситуації. Сучасні дослідники впевнені, що запропонована їй операція з видалення жовчного міхура не вплинула б на поширення бактерій черевного тифу, оскільки осередки могли перебувати й в сечовій системі і тонкій кишці. У 2013 році науковці зі Стенфорда опублікували дослідження, в якому довели, що бактерії черевного тифу могли жити в макрофагах Меллон, а вогнища знаходилися в лімфовузлах тонкої кишки та селезінці.
У 1909 році Мері спробувала судитися з міністерством охорони здоров'я, звинувативши владу в незаконному позбавленні волі. Адвокат Меллон звертав увагу на те, що всі арешти були проведені без ордерів і дотримання юридичних процедур, а до самої Мері ставилися так само, як до вбивць, хоча вона жодного разу в житті нікому не заподіяла шкоди. Справа дійшла до федерального Суду, який не задовольнив позов Меллон, пославшись на необхідність захищати здоров'я суспільства.
Преса створила вкрай негативний образ Меллон, акцент робився на її низькому соціальному становищі та іммігрантському статусі. Часто в долі Мері, якій не позаздриш звинувачували зовсім не інфекцію, а саму Меллон. Після 1915 року жінку демонізували та звинувачували в умисному зараженні людей вищого достатку. Її повернення до роботи кухаркою теж сприймали як злий намір, проте причина була в іншому — жінка була куховаркою обдарованою, тому їй легко вдавалося влаштуватися на роботу в хороші місця, а іншою роботою не могла заробляти на життя. Сама Мері до кінця життя була переконана у відсутності своєї провини у спалахах захворювання. Як і багато її сучасників, вона знала, що черевний тиф легко поширюється через забруднені джерела води та харчові продукти. Тільки за 1906 рік у Нью-Йорку було зафіксовано 3467 випадків захворювання, 639 осіб померло. Навіть Джордж Сопер, який її вирахував, спочатку сумнівався, чи могла кухарка поширювати захворювання, адже їжа, приготовлена нею, проходила термічну обробку. Концепція хронічного безсимптомного носія була неясною навіть багатьом медикам того часу. Тому Мері до кінця життя була переконана, що стала жертвою державного і поліцейського свавілля, і дуже страждала від самотності. Соціальна стигматизація, якої зазнала жінка, посилювалася тим, що багато років її змушували брати участь в тестах та експериментах, і при цьому жодного разу не роз'яснили причин і особливостей її стану.

## Вплив та схожі випадки
У 1910 році, коли Меллон відпустили після першого карантину, в Чикаго виявлений ще один носій бактерій черевного тифу — 56-річна Дженні Бармор, господарка невеликого пансіону. За рішенням суду її засудили до домашнього арешту до кінця життя. При цьому відомо про як мінімум одного чоловіка-носія, який працював будівельником і став причиною зараження мінімум 87 осіб та трьох померлих, неодноразово порушував приписи суду, переїжджав, не повідомляючи поліцію, і при цьому не був поміщений в карантин. У 1923 році у співробітниці кулінарії в Солт-Лейк-Сіті виявили черевний тиф, а вона продовжила роботу на кухні, в результаті заразивши 188 осіб, з яких померло 13. При цьому в документах навіть не збереглося її імені. На момент смерті Мері Меллон в США були виявлені, за різними даними, від 237 до 400 хронічних безсимптомних носіїв бактерій черевного тифу. Лікар Джозефіна Бейкер зауважила, що «Мері стала у величезній нагоді для людства та допомогла владі та медикам навчитися контролювати хронічних носіїв збудників черевного тифу, проте її життя і свободу довелося принести в жертву заради загального блага». До 1929 року протокол роботи з хронічними безсимптомними носіями збудників черевного тифу вже не передбачав примусового карантину в разі, якщо носій інфекції співпрацював із владою і сумлінно виконував запобіжні заходи.
У США в XX столітті були й інші знамениті хронеічні носії бактерій черевного тифу: італійський іммігрант Тоні Лабелла (Tony Labella), який спричинив близько сотні захворювань і п'ять смертей; адірондакський екскурсовод, прозваний «Тифозним Джоном», заразив 36 осіб, з яких померли двоє; і Альфонс Котільс (Alphonse Cotils), власник ресторану і пекарень, який працював з їжею і також заразив безліч людей. Ніхто з них не був засуджений до довічного карантину, як Меллон. У Великій Британії в період з 1907 до 1992 року в лікарні Лонг Гроув в Епсомі перебували на карантині 43 жінки, хронічні носії збудників черевного тифу, деякі з них прожили в ізоляції понад 40 років.
У англійській мові словосполученням «Тифозна Мері» називають носіїв небезпечних захворювань, які становлять небезпеку для населення через відмову вжиття відповідних застережних заходів.